# Expedició 6
L'Expedició 6 va ser la sisena estada de llarga durada en l'Estació Espacial Internacional. Va ser l'última tripulació de tres homes en residir a l'estació fins a l'arribada del STS-121. La tripulació va realitzar dos passeigs espacials en suport de manteniment i construcció de l'Estació Espacial Internacional.

## Tripulació
| Posició           | Astronauta                                 | Astronauta                                 |
| ----------------- | ------------------------------------------ | ------------------------------------------ |
| Comandant         | Kenneth Bowersox, NASA Cinquè vol espacial | Kenneth Bowersox, NASA Cinquè vol espacial |
| Enginyer de vol 1 | Nikolai Budarin, RSA Tercer vol espacial   | Nikolai Budarin, RSA Tercer vol espacial   |
| Enginyer de vol 2 | Donald Pettit, NASA Primer vol espacial    | Donald Pettit, NASA Primer vol espacial    |

## Paràmetres de la missió
- Perigeu: 384 km
- Apogeu: 396 km
- Inclinació: 51,6°
- Període: 92 min

## Objectius
La cinquena tripulació de l'estació va ser enlairada a bord del Transbordador Espacial Endeavour STS-113 en el novembre de 2002. S'esperava que la missió durés quatre mesos però va acabar en el març de 2003 quan el Atlantis STS-114 va volar cap a l'Estació amb la tripulació de l'Expedició 7. El desastre del Columbia, que va tenir lloc durant la missió de l'1 de febrer de 2003, va donar lloc a la suspensió indefinida de vols dels transbordadors, es van canviar de plans i l'equip es va quedar a l'estació fins al maig de 2003. Van tornar a la terra en el Soiuz TMA-1 i una tripulació reduïda de l'Expedició 7 amb només dos membres va ser lliurada a l'estació en un Soiuz TMA-2. El transbordador espacial va estar a Terra durant dos anys. El suport continu logístic a l'Estació Espacial Internacional hauria de ser duta a terme per vols de Soiuz i Progress fins que el transbordador espacial va tornar als vols.
La sisena tripulació de l'Estació Espacial Internacional va tornar a la Terra just després de les 10 p.m. EDT del 3 de maig de 2003, per primer cop, els astronautes americans van aterrar en una nau espacial russa Soiuz, excepte el turista espacial americà, Dennis Tito, en le 2001.
El Control de Missió Russa ho va informar a aproximadament a les 2:45 a.m. del 4 de maig que els helicòpters de suport van arribar a la tripulació i els tres astronautes es trobaven en bon estat de salut. La càpsula va aterrar a 444 km de la zona d'aterratge programada.
Originalment Donald A. Thomas va ser programat per volar en l'Expedició 6, però en el seu lloc hi va anar Don Pettit.

## Passeigs espacials
La tripulació de l'Expedició Sis va conduir dos passeigs espacials durant la seva estada a l'Estació Espacial Internacional. Ambdues missions van tenir a veure amb la Cambra d'Aire del Quest, els caminadors espacials van utilitzar vestits espacials americans, que van ser anomenats Extravehicular Mobility Units, o EMUs. La tripulació va ser originalment programada per conduir només un passeig espacial, però es va afegir una segona pel 8 d'abril amb la finalitat de preparar les futures missions d'acoblament.
Les dues activitats extravehiculars de l'Expedició Sis, va augmentar el nombre total de passeigs espacials de suport de la construcció i manteniment de l'ISS en 51. D'aquests 51 EVAs, vint-i-sis foren sobre l'estació, amb 17 només del Quest. Bowersox i Pettit van acumular 13 hores i 17 minuts de temps de passeig espacial a l'estació.
| Missió            | Passeigs espacials | Inici (UTC)               | Fi (UTC)                  | Duració            |
| ----------------- | --- | ------------------------- | ------------------------- | ------------------ |
| Expedició 6 EVA 1 | Ken Bowersox Don Pettit | 15 de gener de 2003 12:50 | 15 de gener de 2003 19:41 | 6 hores, 51 minuts |
| Expedició 6 EVA 1 | Bowersox i Pettit van continuar van equipar i activar l'últim component de l'Estació Espacial Internacional, l'estructura P1 (P-One). El conjunt radiador del P1 va ser un punt important durant la caminada espacial. Bowersox i Pettit van alliberar els bloqueigs de llançament restants en el muntatge del radiador, que va permetre desplegar l'estructura del radiador. Es van completar altres tasques programades incloses l'eliminació de brossa que estava en un anell de segellat en el port d'acoblament de la cara terrestre del Mòdul Unity, i van provar una reserva d'amoníac en l'estructura P6 de l'estació. No van ser capaços de completar una tasca programada—la instal·lació d'un dispositiu d'il·luminació en un Crew and Equipment Translation Aid, o CETA, de l'estació. Fixació del accessori va ser reprogramada per a una propera caminada espacial. Per completar el passeig espacial, Bowersox i Pettit van tallar una corretja de coberta tèrmica que aparentment interferia amb la rotació de l'escotilla de la Cambra d'Aire del Quest i va retardar l'inici de l'activitat extravehicular. |                           |                           |                    |
| Expedició 6 EVA 2 | Bowersox Pettit | 8 d'abril de 2003 12:40   | 8 d'abril de 2003 19:06   | 6 hores, 26 minuts |
| Expedició 6 EVA 2 | Bowersox i Pettit van reconfigurar els cables en les estructures S0 (S-Zero), S1 i P1 per a propers lliuraments de components en el Integrated Truss Structure i van substituir un Power Control Module en el Transportador Mòbil. Van proveir el Control Moment Gyro No. 2 amb la capacitat d'un canal d'alimentació redundant per cables ressituats. Llavors, van instal·lar el Spool Positioning Devices en els intercanviadors de calor del Laboratori Destiny i van reinstal·lar una coberta tèrmica en un Radiator Beam Valve Module del S1. Bowersox i Pettit també van desplegar un pal de llum sobre el carro del CETA que no es va desplegar correctament durant la seva primera caminada espacial. |                           |                           |                    |